# Phanerotoma pallidipes
Phanerotoma pallidipes är en stekelart som beskrevs av Cameron 1911. Phanerotoma pallidipes ingår i släktet Phanerotoma och familjen bracksteklar. Inga underarter finns listade i Catalogue of Life.